# 波米
波米（法語：Pomy，法語發音：[pɔmi] ⓘ）是瑞士沃州的一个市镇。该市镇总面积为5.62平方千米，截至2018年12月31日总人口为781人。